# Баско, Данте
Данте Роман Титус Баско (англ. Danté Roman Titus Basco) или проще Данте Баско (род. 28 августа 1975 года) — американский актёр кино и озвучивания, музыкант (танцор и рэпер). Наиболее известен тем, что озвучил Джейка Лонга в «Американском драконе», Зуко в «Легенде об Аанге», ролью Руфио в фильме 1991 года «Капитан Крюк».

## Биография
Данте Баско — американец c филиппинскими корнями. Родился в Питтсбурге, штат Калифорния, вырос в Калифорнии. У актера три брата (Дэрайона Баско, Дерек Баско, Дион Баско) и сестра Арианна Баско — все актёры. В юности занимался брейкдансом. Учился в Orange County School of the Arts.
По собственным словам, первой его работой актёрского плана является озвучивание в рекламе автомобильных шин.

## Работы
- 1988: Moonwalker (фильм)
- 1988: Принц из Беверли-Хиллз: Кевин
- 1991: Совершенное оружие: Джимми Хо
- 1991: The Hit Man: Pauly
- 1991: Капитан Крюк: Руфио
- 1995: Каникулы Гуфи
- 1995: Кулак Северной Звезды (фильм): Бат
- 1995: Alien Nation: Body and Soul
- 1996: Прикосновение ангела: Мигель
- 1997: Fakin' Da Funk: Julian Lee
- 1998: Sinbad: The Battle of the Dark Knights: Prince Hong
- 1998: The Lion’s Den: Lead
- 1999: Неисправимые: Дольф
- 1999: ФАКультет (телесериал): Джейк (1999)
- 2000: Дебют[англ.]: Ben Mercado
- 2003: Naked Brown Men : Dante
- 2003: Байкеры (фильм, 2003): Фил
- 2003: Любовь ничего не стоит
- 2006: Держи ритм (Take the Lead): Рамос
- 2009: Кровь и кость

### Озвучивание
- 2003: Ким Пять-с-Плюсом (Фукусима)
- 2005—2007: Американский дракон: Джейк Лонг (Джейк Лонг)
- 2007: Эль Тигре: Приключения Мэнни Риверы (Shing-Hai Chan)
- 2005—2008: Аватар: Легенда об Аанге (Зуко)
- 2012—2014: Легенда о Корре (Генерал Айро)
- 2014: Звёздные войны: Повстанцы (Джай Келл)

## Номинации и награды
Премии «Молодой актёр» (1993)
- Индивидуально номинирован на «Лучшего молодого актёра», премирован в составе группы детей актёров в фильме «Капитан Крюк»

Азиатско-Тихоокеанский кинофестиваль в Лос-Анджелесе (2012)
- Премия в категории «Лучший актёр» за фильмы «Paradise Broken» (2011) и «Hang Loose» (2012)